# Roberto Nicolás Saucedo
Roberto Nicolás Saucedo (Santa Fe, Argentina, 8 de enero de 1982) es un exfutbolista argentino nacionalizado mexicano. Jugaba de delantero. 

## Trayectoria
Ha jugado en Newell's Old Boys y Argentinos Juniors de Argentina, Deportes La Serena de Chile, Aurora de Bolivia, Mérida FC e Irapuato de México y UA Maracaibo de Venezuela, con este último club participó en la Copa Libertadores 2008.
Fue Campeón con el Pachuca C. F. en la Copa Sudamericana en 2006.
Se encontraba militando en el Correcaminos de la UAT, equipo que juega en la Liga de Ascenso de México. Fue campeón del "Apertura 2011" de la Liga de Ascenso de México en la cual también consiguió el título de goleo (13 goles). Es ídolo de la afición de la UAT.
El 11 de junio de 2015, durante el Draft del Ascenso MX, se anunció su traspaso al Deportivo Toluca en calidad de préstamo.
Su primer gol oficial con el Toluca FC fue el 5 de agosto de 2015 en el duelo de vuelta de la llave 1 por la Copa MX con un remate de cabeza, contra el Club Necaxa, dicho encuentro quedó empatado 1-1 con un marcador global de 5-3, a favor de los Diablos Rojos de Toluca.

## Clubes
| Club                    | País      | Año         |
| ----------------------- | --------- | ----------- |
| Newell's Old Boys       | Argentina | 1998        |
| Argentinos Juniors      | Argentina | 1999 - 2000 |
| Deportes La Serena      | Chile     | 2001 - 2002 |
| Newell's Old Boys       | Argentina | 2002 - 2003 |
| Aurora                  | Bolivia   | 2003 - 2004 |
| Mérida FC               | México    | 2004 - 2005 |
| Indios de Ciudad Juárez | México    | 2005 - 2007 |
| Argentinos Juniors      | Argentina | 2007        |
| UA Maracaibo            | Venezuela | 2008        |
| Mérida FC               | México    | 2008 - 2009 |
| Irapuato                | México    | 2009 - 2010 |
| Correcaminos de la UAT  | México    | 2010 - 2015 |
| Deportivo Toluca        | México    | 2015]       |

## Títulos
- Mérida FC - Torneo Clausura 2009 Primera División 'A'
- Correcaminos de la UAT - Torneo Apertura 2011 Liga de Ascenso
- Club de Fútbol Pachuca - Copa Sudamericana 2006

- Datos: Q7351827